# سقط جنین در آریزونا
سقط جنین در آریزونا در حال حاضر تا ۱۵ هفته بارداری قانونی است.
به عنوان یک قلمرو، آریزونا در ابتدا در سال ۱۸۶۴ سقط جنین را ممنوع کرد، و اگرچه پس از تصمیم دادگاه در رو در برابر وید دیگر اجرا نشد، این قانون از آن زمان در کتاب قانون باقی مانده‌است. اجرای ممنوعیت کامل با دستوری در پرونده 1973 Nelson v. Planned Parenthood انجام شد. در ۳۰ دسامبر ۲۰۲۲، دادگاه استیناف آریزونا حکم داد که مجازات‌های کیفری قانون ۱۸۶۴ قابل اجرا نیست.
در یک نظرسنجی در سال ۲۰۱۴ توسط مرکز تحقیقاتی پیو، ۴۹٪ از بزرگسالان آریزونا گفتند که سقط جنین باید در همه یا بیشتر موارد قانونی باشد و ۴۷٪ گفتند که در همه یا بیشتر موارد باید غیرقانونی باشد. در یک نظرسنجی در سال ۲۰۲۲ از ۹۳۸ رای‌دهنده ثبت نام شده آریزونا ۸۷٪ گفتند که می‌خواهند سقط جنین در همه یا برخی موارد قانونی بماند.
در سال ۱۹۵۰، سقط جنین در آریزونا یک جرم جنایی بود. در آوریل ۲۰۱۲، سقط جنین پس از ۲۰ هفته بارداری در آریزونا غیرقانونی شد. با این حال، اجرای آن برای همیشه تحت یک دستور مسدود شد. مقررات هدفمند ارائه دهندگان سقط جنین (TRAP) تا سال ۲۰۱۳ وجود داشت. تعداد کلی کلینیک‌های سقط جنین در آریزونا سال‌هاست که در حال کاهش بوده و از سی و هفت کلینیک در سال ۱۹۸۲ به بیست و هشت مورد در سال ۱۹۹۲، و به ۹ مورد در سال ۲۰۱۴ رسیده‌است. در سال ۲۰۱۴، ۱۲۹۱۴ سقط جنین در این ایالت رخ داده‌است. سال بعد، ۱۲۶۴۴ سقط جنین انجام شد. در سال ۲۰۱۰، چهارده سقط جنین با بودجه عمومی در این ایالت انجام شد. این ایالت دارای یک جامعه فعال حقوق سقط جنین است و زنان در جنبش #StoptheBans در ماه مه ۲۰۱۹ شرکت کردند.

## تاریخچه

### خاستگاه‌های سرزمینی
اولین ممنوعیت سقط جنین در آریزونا به عنوان بخشی از کد هاول در سال ۱۸۶۴ تصویب شد، یک سال پس از تشکیل قلمرو آریزونا (آریزونا تا سال ۱۹۱۲ تبدیل به ایالت نشده بود). آنچه تصویب شد، این بود:
«هر شخصی که باید هر گونه مواد دارویی را تجویز کند یا باعث تجویز یا مصرف آن شود، یا از هر وسیله ای استفاده کند یا باعث استفاده از آن شود، به قصد سقط جنین هر زنی که در آن زمان باردار است، باید محکوم به حبس در زندان ایالتی به مدت حداقل دو سال یا بیشتر از پنج سال شود. مشروط بر اینکه هیچ پزشکی مشمول بند اخیر این قانون تحت تأثیر قرار نگیرد. وظایف حرفه ای، سقط جنین هر زنی را برای حفظ جان او ضروری می‌داند.»
اما پزشکان به دلیل انجام سقط جنین دستگیر شدند. در قرن نوزدهم، ممنوعیت سقط جنین توسط قانونگذاران ایالتی، با توجه به تعداد مرگ و میرهای ناشی از سقط جنین، حفاظت از جان مادر بود. دولت‌های ایالتی خود را مراقب جان شهروندان خود می‌دانستند. در سال ۱۹۵۰، قانونگذار ایالتی قانونی را تصویب کرد که بر اساس آن زنی که سقط جنین انجام داده یا فعالانه به دنبال سقط جنین بوده‌است، صرف نظر از اینکه آیا آن را انجام داده‌است، مرتکب یک جرم جنایی شده‌است.

### رو علیه وید
تصمیم دادگاه عالی ایالات متحده در سال ۱۹۷۳ به این معنی است که ایالت دیگر نمی‌تواند سقط جنین را در سه‌ماهه اول تنظیم کند. علیرغم اینکه دادگاه تجدیدنظر ناحیه نهم ایالات متحده قانون سقط جنین در آوریل ۲۰۱۲ آریزونا را در ژانویه ۲۰۱۵ لغو کرد، قانون منع سقط جنین همچنان در کتاب قانون باقی مانده‌است.

در سال ۱۹۷۳، زمانی که این تصمیم گرفته شد، قانون سقط جنین آریزونا § 13-3603 ARS به‌طور کامل تمام سقط جنین‌ها با محکومیت زندان را ممنوع کرد: 
شخصی که برای یک زن باردار تهیه، عرضه یا تجویز می‌کند، یا او را برای مصرف هر گونه دارو کمک می‌کند، یا از هر ابزار یا وسیله دیگری استفاده می‌کند یا از هر وسیله دیگری به قصد سقط جنین آن زن استفاده می‌کند، مگر اینکه برای حفظ جان او لازم است به حبس در زندان دولتی حداقل از دو سال و نه بیشتر از پنج سال محکوم می‌شود.
به عنوان بخشی از قوانین مربوط به کلینیک سقط جنین در آریزونا و فلوریدا که در سال ۲۰۰۷ وجود داشت، این الزام وجود دارد که ارائه دهندگان سقط جنین قبل از اینکه به آنها اجازه سقط جنین داده شود، سونوگرافی جنین خود را نشان دهند. فرماندار یان بروئر در آوریل ۲۰۱۲ محدودیت‌های سقط جنین را امضا کرد که این عمل را پس از ۲۰ هفته ممنوع کرد. در سال ۲۰۱۳، قانون تنظیم هدفمند ارائه دهندگان سقط جنین (TRAP) در مورد سقط جنین‌های ناشی از دارو و مطب‌های خصوصی پزشک اعمال شد. در سال ۲۰۱۸، قانونگذار ایالتی قانونی را تصویب کرد که بر اساس آن وزارت بهداشت آریزونا به عنوان بخشی از تلاش‌های خود برای کاهش بودجه برنامه‌ریزی‌شده والدین، درخواست وجوهی را می‌داد.

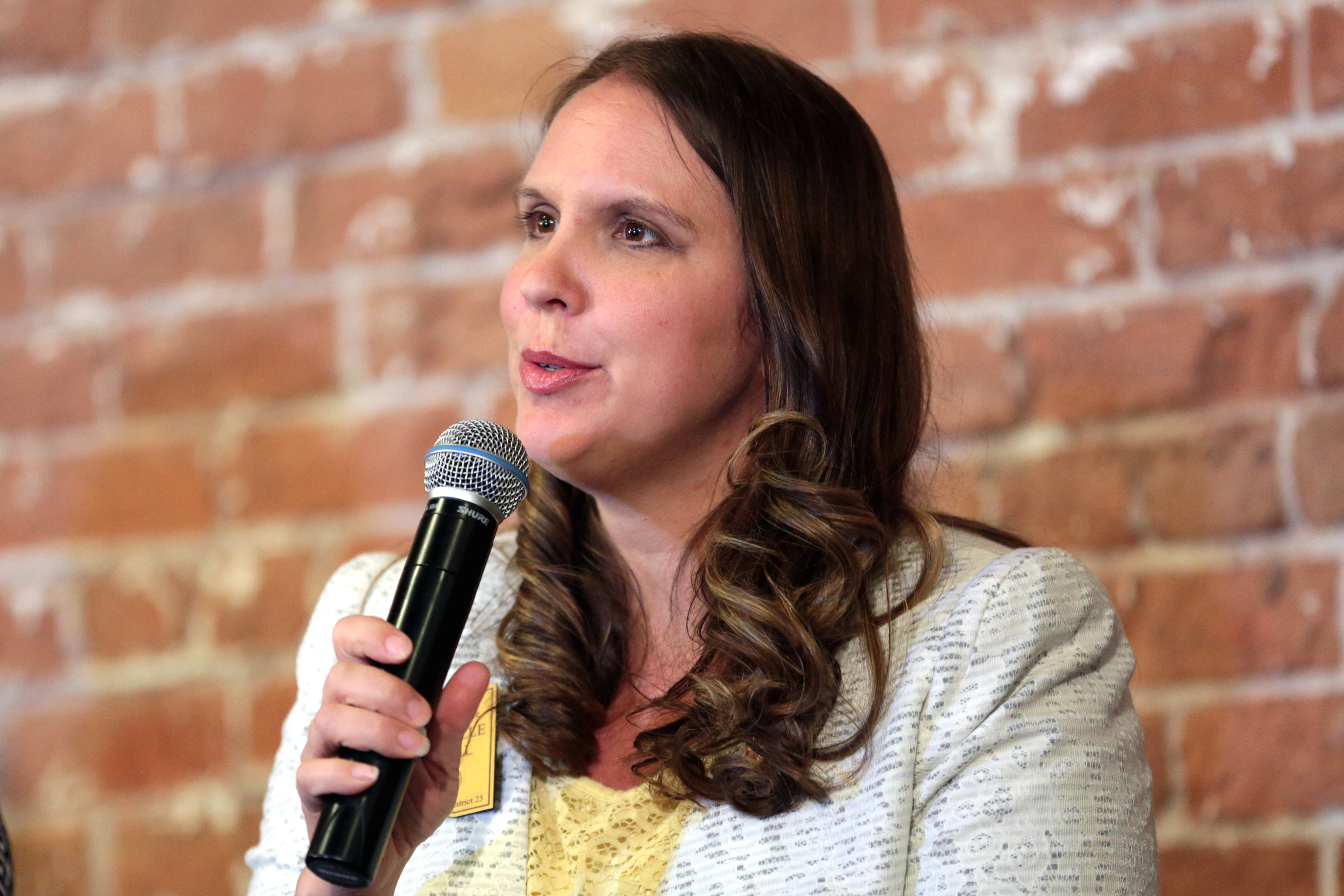
میشل اودال، نماینده جمهوری‌خواه که HB 2759 را معرفی کرد

قانون آریزونا ایجاب می‌کند که از سال ۲۰۱۹ فقط پزشکان می‌توانند سقط جنین انجام دهند. زنان پس از درخواست سقط جنین یک دوره انتظار ۲۴ ساعته اجباری دارند و باید شخصاً تحت مشاوره اجباری دولتی قرار گیرند. در ۱ ژانویه ۲۰۱۹، قانون جدیدی در آریزونا به اجرا درآمد که زنان را ملزم می‌کرد اطلاعات پزشکی دقیقی را که قرار بود قبل از اجازه سقط جنین به ایالت ارائه شود، ارائه کنند. از جمله اطلاعاتی که قانون جدید ارائه دهندگان سقط جنین را ملزم به جمع‌آوری می‌کرد، انتخابی یا درمانی بودن سقط جنین، تعداد سقط‌هایی بود که در گذشته داشته‌اند و اطلاعاتی در مورد هرگونه عوارض پزشکی که در نتیجه سقط جنین داشته‌اند. سپس این اطلاعات توسط وزارت خدمات بهداشتی جمع‌آوری می‌شود که گزارش سالانه سقط جنین در ایالت را به همراه اطلاعاتی در مورد نحوه پرداخت هزینه سقط جنین در ایالت به ایالت ارائه می‌کند. در سال ۲۰۱۹، زنان در آریزونا واجد شرایط دریافت مراقبت‌های پزشکی مرتبط با ناتوانی حاملگی بودند که شامل سقط جنین یا سقط جنین می‌شد.
از ۱۴ می ۲۰۱۹، سقط جنین از نظر قانونی پس از روح دار شدن جنین مجاز نبود، معمولاً بین هفته‌های ۲۴ و ۲۸. این دوره از استانداردی استفاده می‌کند که توسط دادگاه عالی ایالات متحده در سال ۱۹۷۳ با تصویب شد. در ۲۱ می ۲۰۱۹، HB 2759 توسط نماینده جمهوریخواه میشل اودال در مجلس آریزونا به همراه ۲۰ حامی دیگر معرفی شد تا سالانه ۲٫۵ میلیون دلار برای یک دوره سه ساله برای ایجاد یک برنامه آزمایشی توسط سازمان ضد سقط جنین تگزاس با ائتلاف انسانی ارائه کند. هدف «تشویق زایمان سالم [و] حمایت از زایمان به عنوان جایگزینی برای سقط جنین» بود. قانون پیشنهادی همچنین می‌گوید که بودجه این برنامه «نمی‌تواند برای خدمات ارجاع سقط جنین استفاده شود یا بین نهادهایی که سقط جنین را ترویج، ارجاع یا انجام می‌دهند توزیع شود.»

### تاریخچه کلینیک

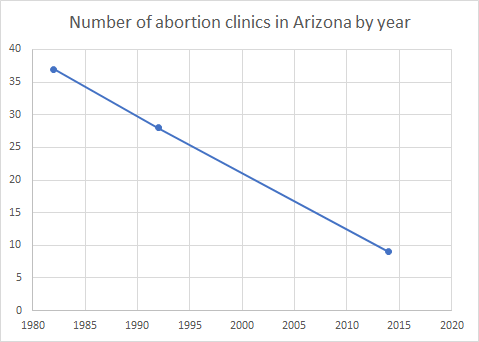
تعداد کلینیک‌های سقط جنین در آریزونا بر اساس سال

بین سال‌های ۱۹۸۲ و ۱۹۹۲، تعداد کلینیک‌های سقط جنین در ایالت ۹ مورد کاهش یافت و از ۳۷ در سال ۱۹۸۲ به ۲۸ در سال ۱۹۹۲ رسید در سال ۲۰۱۴، ۹ کلینیک سقط جنین در این ایالت وجود داشت. ۸۰ درصد از شهرستان‌های ایالت کلینیک سقط جنین نداشتند. در آن سال، ۱۹ درصد از زنان ۱۵ تا ۴۴ ساله در ایالت در یک شهرستان بدون کلینیک سقط جنین زندگی می‌کردند. در سال ۲۰۱۹، ۸۰ درصد از شهرستان‌ها در آریزونا کلینیکی نداشتند که خدمات سقط جنین ارائه کند. این امر برای اکثر زنان آریزونا که خواهان سقط جنین بودند، انجام آن را بسیار دشوار کرد. در سال ۲۰۱۹، شمال آریزونا تنها توسط یک کلینیک که سقط جنین انجام می‌داد، خدمات رسانی می‌کرد، و آن کلینیک فقط می‌توانست با استفاده از دارو سقط جنین‌های القایی را انجام دهد. در سال ۲۰۱۷، ۱۰ کلینیک وجود داشت که ۴ کلینیک خدمات سقط جنین را ارائه می‌کردند، در ایالتی با جمعیت ۱۵۲۵۹۹۶ زن ۱۵ تا ۴۹ ساله.

## آمار
در دوره بین سال‌های ۱۹۷۲ و ۱۹۷۴، مرگ و میر غیرقانونی سقط جنین در این ایالت به صفر رسید. در سال ۱۹۹۰، ۴۴۸۰۰۰ زن در ایالت با خطر حاملگی ناخواسته مواجه شدند. در سال ۲۰۰۱، آریزونا، فلوریدا، آیووا، لوئیزیانا، ماساچوست و ویسکانسین هیچ گونه اطلاعات مربوط به محل سکونت در مورد سقط جنین انجام شده در ایالت را به مراکز کنترل بیماری ارائه نکردند. در سال ۲۰۱۴، ۴۹ درصد از بزرگسالان در نظرسنجی مرکز تحقیقات پیو گفتند که سقط جنین باید در همه یا بیشتر موارد قانونی باشد و ۴۷ درصد گفتند که در همه یا بیشتر موارد باید غیرقانونی باشد. در سال ۲۰۱۷، نرخ مرگ و میر نوزادان در این ایالت ۵٫۷ مرگ و میر در هر ۱۰۰۰ تولد زنده بود.
| تقسیم‌بندی و ایالت سرشماری | تعداد     | تعداد     | تعداد     | نرخ  | نرخ  | نرخ  | درصد تغییر ۱۹۹۲–۱۹۹۶ |
| ------------------------- | --------- | --------- | --------- | ---- | ---- | ---- | -------------------- |
| تقسیم‌بندی و ایالت سرشماری | ۱۹۹۲      | ۱۹۹۵      | ۱۹۹۶      | ۱۹۹۲ | ۱۹۹۵ | ۱۹۹۶ | درصد تغییر ۱۹۹۲–۱۹۹۶ |
| کل آمریکا                 | ۱٬۵۲۸٬۹۳۰ | ۱٬۳۶۳٬۶۹۰ | ۱٬۳۶۵٬۷۳۰ | ۲۵٫۹ | ۲۲٫۹ | ۲۲٫۹ | -۱۲                  |
| مونتین                    | ۶۹۶۰۰     | ۶۳٬۳۹۰    | ۶۷۰۲۰     | ۲۱   | ۱۷٫۹ | ۱۸٫۶ | -۱۲                  |
| آریزونا                   | ۲۰۶۰۰     | ۱۸۱۲۰     | ۱۹٬۳۱۰    | ۲۴٫۱ | ۱۹٫۱ | ۱۹٫۸ | -۱۸                  |
| کلرادو                    | ۱۹۸۸۰     | ۱۵۶۹۰     | ۱۸٬۳۱۰    | ۲۳٫۶ | ۱۸   | ۲۰٫۹ | -۱۲                  |
| آیداهو                    | ۱۷۱۰      | ۱۵۰۰      | ۱۶۰۰      | ۷٫۲  | ۵٫۸  | ۶٫۱  | -۱۵                  |
| مونتانا                   | ۳۳۰۰      | ۳۰۱۰      | ۲۹۰۰      | ۱۸٫۲ | ۱۶٫۲ | ۱۵٫۶ | -۱۴                  |
| نوادا                     | ۱۳۳۰۰     | ۱۵۶۰۰     | ۱۵٬۴۵۰    | ۴۴٫۲ | ۴۶٫۷ | ۴۴٫۶ | ۱                    |
| نیومکزیکو                 | ۶٬۴۱۰     | ۵٬۴۵۰     | ۵٬۴۷۰     | ۱۷٫۷ | ۱۴٫۴ | ۱۴٫۴ | -۱۹                  |
| یوتا                      | ۳٬۹۴۰     | ۳۷۴۰      | ۳۷۰۰      | ۹٫۳  | ۸٫۱  | ۷٫۸  | -۱۶                  |
| وایومینگ                  | ۴۶۰       | ۲۸۰       | ۲۸۰       | ۴٫۳  | ۲٫۷  | ۲٫۷  | -۳۷                  |

| محل                                                                                      | اقامتگاه | اقامتگاه | اقامتگاه | وقوع   | وقوع   | وقوع   | ٪ به‌دست آمده به وسیله ساکنان خارج از ایالت | سال  | مرجع   |
| ---------------------------------------------------------------------------------------- | -------- | -------- | -------- | ------ | ------ | ------ | ------------------------------------------ | ---- | ------ |
| محل                                                                                      | تعداد    | نسبت ^   | نسبت^^   | تعداد  | نسبت ^ | نسبت^^ | ٪ به‌دست آمده به وسیله ساکنان خارج از ایالت | سال  | مرجع   |
| آریزونا                                                                                  |          |          |          | ۲۰۶۰۰  | ۲۴٫۱   |        |                                            | ۱۹۹۲ | [ ۳۵ ] |
| آریزونا                                                                                  |          |          |          | ۱۸۱۲۰  | ۱۹٫۱   |        |                                            | ۱۹۹۵ | [ ۳۴ ] |
| آریزونا                                                                                  |          |          |          | ۱۹٬۳۱۰ | ۱۹٫۸   |        |                                            | ۱۹۹۶ | [ ۳۴ ] |
| آریزونا                                                                                  | ۱۲۹۱۴    | ۹٫۹      | ۱۴۹      | ۱۲۹۰۰  | ۹٫۹    | ۱۴۸    | ۱٫۲                                        | ۲۰۱۴ | [ ۳۶ ] |
| آریزونا                                                                                  | ۱۲۶۴۴    | ۹٫۶      | ۱۴۸      | ۱۲۶۵۵  | ۹٫۶    | ۱۴۸    | ۱٫۴                                        | ۲۰۱۵ | [ ۳۷ ] |
| آریزونا                                                                                  | ۱۳٬۳۵۸   | ۱۰٫۰     | ۱۵۸      | ۱۳٬۳۳۲ | ۱۰٫۰   | ۱۵۸    | ۰٫۶                                        | ۲۰۱۶ | [ ۳۸ ] |
| ^ تعداد سقط جنین به ازای هر ۱۰۰۰ زن ۱۵ تا ۴۴ ساله؛ ^^تعداد سقط جنین در هر ۱۰۰۰ تولد زنده |          |          |          |        |        |        |                                            |      |        |

## تأمین مالی سقط جنین
۱۷ ایالت از جمله آریزونا از بودجه شخصی خود برای پوشش تمام یا بیشتر سقط جنین‌های «از نظر پزشکی ضروری» که توسط زنان کم درآمد تحت مدیکید درخواست می‌شود، استفاده می‌کنند، که ۱۳ مورد آن طبق دستور دادگاه ایالتی ملزم به انجام این کار است. در سال ۲۰۱۰، این ایالت چهارده سقط جنین با بودجه عمومی داشت که یکی از آنها فدرال و سیزده مورد با بودجه ایالتی بود.

## تلاقی با دین
مک براید یک مدیر و عضو کمیته اخلاق در بیمارستان و مرکز پزشکی سنت جوزف بود که تحت مالکیت مرکز درمان کاتولیک غرب است. در ۲۷ نوامبر ۲۰۰۹، با کمیته در مورد پرونده زنی ۲۷ ساله که در هفته یازدهم با فرزند پنجم خود باردار بود و از فشار خون ریوی رنج می‌برد، مشورت شد. پزشکان او گفتند که احتمال مرگ زن در صورت ادامه بارداری «نزدیک به ۱۰۰ درصد» است. مک براید به کمیته اخلاق در تأیید تصمیم خاتمه بارداری از طریق سقط جنین القایی پیوست. سقط جنین انجام شد و مادر زنده ماند.
پس از آن، سقط جنین مورد توجه اسقف توماس جی. اولمستد قرار گرفت. اولمستد به‌طور خصوصی با مک براید صحبت کرد و او مشارکت خود را در تهیه سقط جنین تأیید کرد. اولمستد به او اطلاع داد که با اجازه دادن به سقط جنین، او دچار یک تکفیر شده‌است. مک براید متعاقباً از سمت خود به عنوان معاون رئیس ادغام مأموریت در بیمارستان استعفا داد.
در دسامبر ۲۰۱۰، اولمستد اعلام کرد که اسقف کاتولیک رومی فینیکس در حال قطع وابستگی خود به بیمارستان است، پس از اینکه ماه‌ها بحث و گفتگو نتوانسته بود از مدیریت بیمارستان قولی مبنی بر عدم انجام سقط جنین در آینده دریافت کند. لیندا هانت، رئیس بیمارستان گفت: «اگر با موقعیتی مواجه شویم که در آن بارداری جان یک زن را تهدید کند، اولویت اول ما نجات هر دو بیمار است. اگر این امکان‌پذیر نباشد، ما همیشه جانی را که می‌توانیم نجات دهیم، نجات خواهیم داد و این همان کاری است که در این مورد انجام دادیم. از نظر اخلاقی، شرعی و قانونی، ما به سادگی نمی‌توانیم کنار بایستیم و اجازه دهیم کسی بمیرد که شاید بتوانیم جانش را نجات دهیم.»

## اعتراضات
زنان ایالت به عنوان بخشی از جنبش #StoptheBans در ماه مه ۲۰۱۹ در راهپیمایی‌های حمایت از حقوق سقط جنین شرکت کردند در ۲۱ مه ۲۰۱۹، تعداد زیادی از زنان به قوانین سقط جنین که در ایالت‌های دیگر در خارج از ساختمان کنگره آریزونا تصویب شد اعتراض کردند.